# Franz Bracht
Clemens Emil Franz Bracht (23 de noviembre de 1877 - 26 de noviembre de 1933) fue un jurista y político alemán.

## Biografía
Nacido en Berlín, estudió Derecho en la Universidad de Wurzburgo y de la Universidad de Berlín. Se unió al Partido del Centro y el 18 de diciembre de 1924 se convirtió Supremo burgomaestre (Oberbürgermeister) de Essen. Después de la Preußenschlag promulgada por la canciller alemana, Franz von Papen y el presidente Paul von Hindenburg, Bracht se designó a un "Comisionado Adjunto" de Interior en el Estado Libre de Prusia el 27 de julio de 1932. Dejó el Partido del Centro y renunció al cargo de burgomaestre el 31 de octubre de 1932.
El 29 de octubre de 1932 se había convertido en un ministro sin cartera en el gabinete de Papen. Bajo el canciller Kurt von Schleicher le sirvió brevemente como Ministro del Reich de Interior de 3 de diciembre de 1932. Tuvo que renunciar, cuando Hindenburg nombró a Hitler canciller de 30 de enero de 1933.